# Armonico Tributo
Armonico Tributo – zbiór 5 sonat skomponowanych przez Georga Muffata we Włoszech i opublikowanych w 1682 roku w Salzburgu.

## Historia
W 1678 roku Muffat przeprowadził się do Salzburga, gdzie rozpoczął służbę jako organista i muzyk u Arcybiskupa Maximiliana Gandolfa, hrabiego Kuenburg. W Salzburgu spotkał Heinricha Bibera, który pozostawał w służbie arcybiskupa od 1670 roku, a któremu w 1676 roku dedykował swój zbiór 12 sonat Sonatae tam aris quam aulis servientes. Kilka lat później Muffat dostał pozwolenie na podróż do Włoch (1681/82) by studiować w Rzymie pod kierunkiem "światowej sławy Signora Bernardo" (Bernardo Pasquiniego). Podczas pobytu w Rzymie Muffat usłyszał kilka concerti grossi Arcangelo Corellego. Sonaty Muffata zostały skomponowane we Włoszech jako rezultat prób koncertów w domu Corellego. 

Muffat powrócił do Salzburga w 1682 roku i wkrótce opublikował swoje pięć sonat  pod tytułem: Armonico Tributo cioè Sonate di camera commodissime a pocchi ò a molti stromenti (Harmoniczny Hołd, to jest Kameralne Sonaty najlepiej pasujące do małej lub wielkiej liczby instrumentów). W 1701 roku w Pasawie Muffat opublikował 12 Concerti grossi pod tytułem Exquisitoris Harmoniae Instrumentalis Gravi-Jucundae Selectus lub Ausserlesene mit Ernst und Lust gemengte Instrumental Music Erste Versamblung, z których sześć koncertów to transkrypcje sonat z Armonico Tributo.

## Sonaty
Sonaty zostały skomponowane na dwoje skrzypiec, dwie altówki i basso continuo.
Sonata I D-dur
- 1. Sonata. Grave – Allegro e presto
- 2. Allemanda. Grave e forte – Grave
- 3. Gavotta. Allegro e forte – Grave
- 4. Menuet. Allegro e forte

Sonata II g-moll
- 1. Sonata. Grave – Allegro – Grave – Forte e allegro – Grave
- 2. Aria. Gavotta – Grave
- 3. Sarabanda. Grave
- 4. Borea. Alla breve

Sonata III A-dur
- 1. Sonata. Grave – Allegro
- 2. Corrente.
- 3. Adagio.
- 4. Gavotta.
- 5. Rondeau.

Sonata IV e-moll
- 1. Sonata. Grave
- 2. Balletto.
- 3. Adagio / Presto.
- 4. Menuet.
- 5. Adagio.
- 6. Aria. Gigue: Presto

Sonata V G-dur
- 1. Allemanda. Grave
- 2. Adagio.
- 3. Fuga.
- 4. Adagio.
- 5. Passacaglia. Grave

Sonaty z Armonico Tributo powstały pod wpływem muzyki włoskiej, zwłaszcza pod wpływem Corellego. Utwory te były bardzo popularne w swoim czasie o czym najlepiej świadczy wielokrotnie wykorzystywany przez Georga Friedricha Händla motyw gawota z II Sonaty g-moll. Händel wykorzystał temat gawota zarówno w muzyce wokalnej jak i instrumentalnej. W muzyce wokalnej Händla temat gawota z sonaty Muffata pojawia się po raz pierwszy  w arii Se la morte non vorrà z kantaty włoskiej na sopran solo i instrumenty Ero e Leandro (Qual ti rivegio, oh Dio) HWV 150, skomponowanej w Rzymie w 1707 roku. Następnie w arii tytułowej bohaterki Non ho cor che per amarti z Aktu I opery Agrippina HWV 6 (1709) później w arii Flavio Di quel bel che m'innamora z Aktu I opery Flavio, Re de Longobardi HWV 16 (1723). Gawot Muffata powraca po raz ostatni w muzyce wokalnej Händla jako ostatnia (ultima) Scena XV z III Aktu opery Ezio HWV 29 (1732), gdzie znajdujemy go w arii Ezio Stringo al fine il mio contento, arii Fulvii Sulle sponde di cocito, arii Onorii Cangia sorte di ripente, arii Varo Un gran cor non da riceto oraz kończącym operę chórze E piu bella quella fede śpiewanym przez wszystkich bohaterów.. W muzyce instrumentalnej Händla gawot pojawia się w dwóch koncertach: w IV części (Gavotte) Koncertu organowego g-moll, Op. 4 Nr 3, HWV 291 z 1735 roku (druk 1738) oraz w V części (Gavotte) Koncertu organowego g-moll Op.7 Nr 5, HWV 310 z 1750 roku (druk 1761). W muzyce kameralnej Händel wykorzystał motyw gawota w dwóch sonatach: w V części (Presto) Sonaty e-moll na flet i basso continuo, Op. 1 Nr 1a, HWV 379, ok. 1727/28 (druk 1879) oraz w IV części (Presto) Sonaty g-moll na flet i basso continuo, Op.1 Nr 2, HWV 360 ok. 1725/26 (druk 1732).

## Nagrania
1. Georg Muffat – Armonico Tributo – The Parley of Instruments - dyr. Roy Goodman i Peter Holman, Hyperion Records, 1981, CD, DDD, CDA66032; reedycja Hyperion Records, seria HELIOS, 2005, CD, DDD, CDH55191.
2. Georg Muffat – Armonico Tributo – Ensemble 415 - dyr. Chiara Banchini oraz Jesper Christensen, Harmonia Mundi, 1996, CD, DDD, HMC 1951581; reedycja Harmonia Mundi, seria Musique d'Abord, 1999 oraz 2003, CD, DDD, HMA 1951581.
3. Georg Muffat – Armonico Tributo – La Stravaganza Köln - dyr. Andrew Manze, Audiomax, 1992, CD, DDD, 705 0459-2.
4. Georg Muffat – Armonico Tributo – Ars Antiqua Austria  - dyr. Gunar Letzbor, Symphonia, 2005, CD, DDD, SYCAT, 00183.
5. Georg Muffat – Armonico Tributo, Florilegium primum – Ars Antiqua Austria  - dyr. Gunar Letzbor, Panclassics, 2012, 2CD, DDD, PC 10253.
6. Georg Muffat – Armonico Tributo – Les Muffatti  - dyr. Peter van Heyghen, Ramee, 2005, CD, DDD.
7. Georg Muffat – Armonico Tributo – Opus X Ensemble - dyr. Petri Tapio Mattson, ALBA, 2004, CD, DDD.